# Joseph Bertiers
Joseph Bertiers (Joseph Mbatia Njoroge), né en 1963 à Nairobi, est un artiste contemporain kényan, peintre et installateur, dont l'œuvre, non dénuée d'humour, explore les ambiguïtés de la condition humaine et dissèque l'actualité internationale. Très élaborée, sa peinture met en scène des écrans de télévision, des faits divers, le procès d'O. J. Simpson, la mort de Lady Di, la boxe, Bill Clinton ou la politique africaine.